# Staphida torqueola
Staphida torqueola (лат.) — вид воробьиных птиц из семейства белоглазковых (Zosteropidae).

## Описание
Staphida torqueola достигает длины 14—15 см и массы от 12 до 16 г. Корона тёмно-серая.
Питаются в основном насекомыми, в меньшей степени семенами и растительной пищей. 

## Распространение
Обитают на юге и юго-востоке КНР, на севере Лаоса, Таиланда и Вьетнама, обладая значительным ареалом. Живут в лесах, на высотах от 350 до 2200 м над уровнем моря.
МСОП присвоил виду охранный статус «Вызывающие наименьшие опасения» (LC).